# Ammothella nimia
Ammothella nimia is een zeespin uit de familie Ammotheidae. De soort behoort tot het geslacht Ammothella. Ammothella nimia werd in 1991 voor het eerst wetenschappelijk beschreven door Stock. 